# Мочегай
Мочегай — река в России, протекает в Оренбургской области.

## Происхождение названия
Топоним сравнивают с русскими диалектными словами моча, мочажина, мочаг — «мокрое урочище», «нетопкое болото», «место выхода ключевых вод», во второй части усматривают диалектное гай — «лиственный лес, роща». Однако в целом такое построение выглядит искусственным, тем более что в XIX веке было известно и второе наименование реки — Насягай.

## География и гидрология
Мочегай — правобережный приток реки Большой Кинель, её устье находится в 260 километрах от устья Большого Кинеля. Длина составляет 90 километров. Площадь водосборного бассейна — 2170 км².
Мочегай имеет несколько притоков — Большая Бугурусланка, Бокла, Безымянка, Малый Мочегай, Чишма, Каменный Ключ, река оврага Суходол и др.

## Данные водного реестра
По данным государственного водного реестра России относится к Нижневолжскому бассейновому округу, водохозяйственный участок реки — Большой Кинель от истока и до устья, без реки Кутулук от истока до Кутулукского гидроузла, речной подбассейн реки — подбассейн отсутствует. Речной бассейн реки — Волга от верхнего Куйбышевского водохранилища до впадения в Каспий.
Код объекта в государственном водном реестре — 11010000812112100007886.